# Zerstörte Kirchen
Med udtrykket Zerstörte Kirchen (Ødelagte Kirker) betegnede Bekendelseskirken – i tiden med kirkekampe i mellemkrigstidens Tyskland – dé evangeliske landskirker, hvor Deutsche Christen fik flertal ved kirkevalgene eller hvor der skete vedvarende ændringer i kirkeledelsen på grund af dispositioner i rigs- hhv. det preussiske kulturministerium.
I disse kirker gjaldt "den kirkelige nødret fra Dahlem" (Kirchliches Notrecht von Dahlem) fordi deres kirkeledelser ikke blev betragtet som legitime af Bekendelseskirken – derfor var det op til dens parallelle organer (frie synoder hhv. landsbroderråd, Landesbruderräten) at sende repræsentanter til bekendelsessynoden og delegerede til rigsbroderrådet, Reichsbruderrat. De fleste landskirker, Landeskirchen, regnedes for Zerstörte Kirchen; der fandtes kun få Intakte Kirchen, "Intakte Kirker". 

## Intakte Kirchen
Som Intakte Kirker regnede man de evangeliske landskirker i Württemberg, den evangelisk-lutherske kirke i Bayern til højre for Rhinen, de to landskirker i Hannover og den gammelpreussiske kirkeprovins Westfalen. De andre landskirker i Den tyske evangeliske kirke, Deutsche Evangelische Kirche, regnedes for Zerstörte Kirchen.
Noter
1. ↑  "Den tyske evangeliske kirke", Deutsche Evangelische Kirche (DEK) (de), var en sammenslutning af de dengang 28 tyske evangeliske landskirker under nationalsocialismen. Efter krigen slog landskirkerne sig igen sammen i "Den evangeliske kirke i Tyskland", Evangelische Kirche in Deutschland (de) (EKD). — Oplysning i den tyske artikel om Deutsche Evangelische Kirche.

 Der er for få eller ingen kildehenvisninger i denne artikel, hvilket er et problem. Du kan hjælpe ved at angive troværdige kilder til de påstande, som fremføres i artiklen.